# 윈더미어 부인의 부채 (영화)
윈더미어 부인의 부채(Lady Windermere's Fan)는 미국에서 제작된 에른스트 루비치 감독의 1925년 코미디 영화이다. 오스카 와일드의 희곡 《윈더미어 부인의 부채》을 바탕으로 제작되었다. 로널드 콜먼 등이 주연으로 출연하였다.
이 영화는 문화적, 역사적, 미적 중요성으로 인해 미국 의회도서관에 의해 미국 국립영화등기부의 보존물로 선정되었다.

## 출연

### 주연
- 로널드 콜먼
- 메이 맥애보이

### 조연
- 버트 라이텔
- 아이린 리치
- 에드워드 마틴델